# Grande Prêmio da Hungria de 2008
Resultados do Grande Prêmio da Hungria de Fórmula 1 realizado em Hungaroring em 3 de agosto de 2008. Décima primeira etapa do campeonato, foi vencido pelo finlandês Heikki Kovalainen, da McLaren-Mercedes, com Timo Glock em segundo pela Toyota e Kimi Räikkönen em terceiro pela Ferrari.

## Resumo
- Este GP ficou marcado pelo abandono de Felipe Massa a três voltas de vencer a corrida devido a um problema no motor depois de largar em terceiro e ultrapassar Lewis Hamilton e Heikki Kovalainen na primeira curva.
- Primeira vitória de Heikki Kovalainen, o 100º piloto a vencer um Grande Prêmio de Fórmula 1.[4]
- Primeiro pódio de Timo Glock e melhor resultado da Toyota em 2008.[5]
- Primeira e única corrida que Rubens Barrichello terminou na última posição em sua carreira na Fórmula 1 (todos que abandonaram estavam a sua frente quando do ocorrido e ao fim da corrida a Honda pediu desculpas a ele através do rádio pelo resultado).
- Corrida com diversos problemas durante o reabastecimento. Mecânicos precisaram usar extintores para apagar princípios de incêndios nos dois pits de Bourdais e em um de Barrichello. Kubica também teve problemas, mas sem fogo.

## Classificação da prova

### Treinos classificatórios
| Pos.   | Nº | Piloto               | Equipe              | Q1       | Q2         | Q3       | Grid | Notas      |
| ------ | -- | -------------------- | ------------------- | -------- | ---------- | -------- | ---- | ---------- |
| 1      | 22 | Lewis Hamilton       | McLaren-Mercedes    | 1:19.376 | 1:19.473   | 1:20.899 | 1    |            |
| 2      | 23 | Heikki Kovalainen    | McLaren-Mercedes    | 1:19.945 | 1:19.480   | 1:21.140 | 2    |            |
| 3      | 2  | Felipe Massa         | Ferrari             | 1:19.578 | 1:19.068   | 1:21.191 | 3    |            |
| 4      | 4  | Robert Kubica        | BMW Sauber          | 1:20.053 | 1:19.776   | 1:21.281 | 4    |            |
| 5      | 12 | Timo Glock           | Toyota              | 1:19.980 | 1:19.246   | 1:21.326 | 5    |            |
| 6      | 1  | Kimi Räikkönen       | Ferrari             | 1:20.006 | 1:19.546   | 1:21.516 | 6    |            |
| 7      | 5  | Fernando Alonso      | Renault             | 1:20.229 | 1:19.816   | 1:21.698 | 7    |            |
| 8      | 10 | Mark Webber          | Red Bull-Renault    | 1:20.073 | 1:20.046   | 1:21.732 | 8    |            |
| 9      | 11 | Jarno Trulli         | Toyota              | 1:19.942 | 1:19.486   | 1:21.767 | 9    |            |
| 10     | 6  | Nelson Piquet Jr.    | Renault             | 1:20.583 | 1:20.131   | 1:22.371 | 10   |            |
| 11     | 15 | Sebastian Vettel     | Toro Rosso-Ferrari  | 1:20.157 | 1:20.144   |          | 11   |            |
| 12     | 16 | Jenson Button        | Honda               | 1:20.888 | 1:20.332   |          | 12   |            |
| 13     | 9  | David Coulthard      | Red Bull-Renault    | 1:20.505 | 1:20.502   |          | 13   |            |
| 14     | 14 | Sébastien Bourdais   | Toro Rosso-Ferrari  | 1:20.640 | 1:20.963   |          | 19   | [ nota 2 ] |
| 15     | 7  | Nico Rosberg         | Williams-Toyota     | 1:20.748 | [ nota 3 ] |          | 14   |            |
| 16     | 3  | Nick Heidfeld        | BMW Sauber          | 1:21.045 |            |          | 15   |            |
| 17     | 8  | Kazuki Nakajima      | Williams-Toyota     | 1:21.085 |            |          | 16   |            |
| 18     | 17 | Rubens Barrichello   | Honda               | 1:21.332 |            |          | 17   |            |
| 19     | 21 | Giancarlo Fisichella | Force India-Ferrari | 1:21.670 |            |          | 18   |            |
| 20     | 20 | Adrian Sutil         | Force India-Ferrari | 1:22.113 |            |          | 20   |            |
| Fonte: |    |                      |                     |          |            |          |      |            |

### Corrida

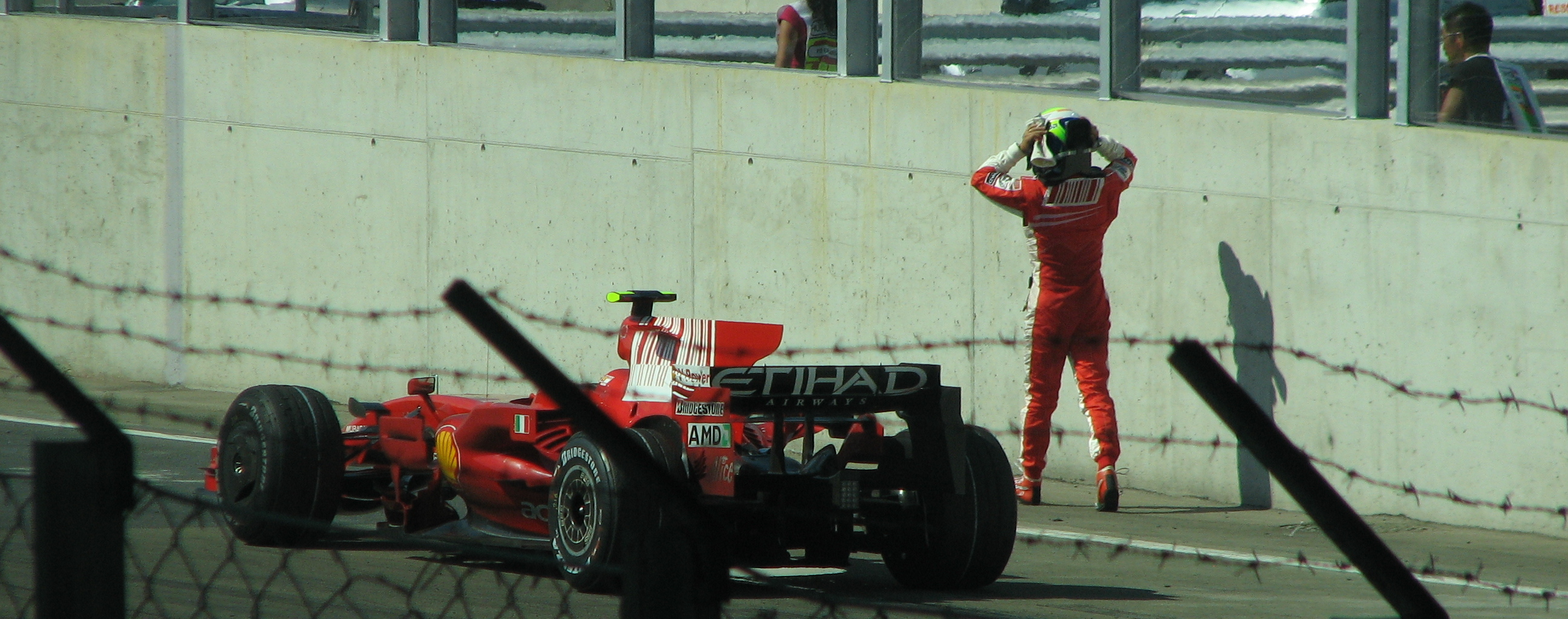
Felipe Massa lamentando a quebra de seu motor faltando três voltas para o fim da corrida.

| Pos.   | Nº | Piloto               | Construtor          | Voltas | Tempo/Diferença  | Grid | Pontos |
| ------ | -- | -------------------- | ------------------- | ------ | ---------------- | ---- | ------ |
| 1      | 23 | Heikki Kovalainen    | McLaren-Mercedes    | 70     | 1:37:27.067      | 2    | 10     |
| 2      | 12 | Timo Glock           | Toyota              | 70     | + 11.061         | 5    | 8      |
| 3      | 1  | Kimi Räikkönen       | Ferrari             | 70     | + 16.856         | 6    | 6      |
| 4      | 5  | Fernando Alonso      | Renault             | 70     | + 21.614         | 7    | 5      |
| 5      | 22 | Lewis Hamilton       | McLaren-Mercedes    | 70     | + 23.048         | 1    | 4      |
| 6      | 6  | Nelson Piquet Jr.    | Renault             | 70     | + 32.298         | 10   | 3      |
| 7      | 11 | Jarno Trulli         | Toyota              | 70     | + 36.449         | 9    | 2      |
| 8      | 4  | Robert Kubica        | BMW Sauber          | 70     | + 48.321         | 4    | 1      |
| 9      | 10 | Mark Webber          | Red Bull-Renault    | 70     | + 58.834         | 8    |        |
| 10     | 3  | Nick Heidfeld        | BMW Sauber          | 70     | + 1:07.709       | 15   |        |
| 11     | 9  | David Coulthard      | Red Bull-Renault    | 70     | + 1:10.407       | 13   |        |
| 12     | 16 | Jenson Button        | Honda               | 69     | + 1 volta        | 12   |        |
| 13     | 8  | Kazuki Nakajima      | Williams-Toyota     | 69     | + 1 volta        | 16   |        |
| 14     | 7  | Nico Rosberg         | Williams-Toyota     | 69     | + 1 volta        | 14   |        |
| 15     | 21 | Giancarlo Fisichella | Force India-Ferrari | 69     | + 1 volta        | 18   |        |
| 16     | 17 | Rubens Barrichello   | Honda               | 68     | + 2 voltas       | 17   |        |
| 17     | 2  | Felipe Massa         | Ferrari             | 67     | Motor            | 3    |        |
| 18     | 14 | Sébastien Bourdais   | Toro Rosso-Ferrari  | 67     | + 3 voltas       | 19   |        |
| Ret    | 20 | Adrian Sutil         | Force India-Ferrari | 62     | Freios           | 20   |        |
| Ret    | 15 | Sebastian Vettel     | Toro Rosso-Ferrari  | 22     | Superaquecimento | 11   |        |
| Fonte: |    |                      |                     |        |                  |      |        |

## Tabela do campeonato após a corrida
| Pos.   | Piloto         | Pontos |
| ------ | -------------- | ------ |
| 1      | Lewis Hamilton | 62     |
| 2      | Kimi Räikkönen | 57     |
| 3      | Felipe Massa   | 54     |
| 4      | Robert Kubica  | 49     |
| 5      | Nick Heidfeld  | 41     |
| Fonte: |                |        |

| Pos.   | Construtor       | Pontos |
| ------ | ---------------- | ------ |
| 1      | Ferrari          | 111    |
| 2      | McLaren–Mercedes | 100    |
| 3      | BMW Sauber       | 90     |
| 4      | Toyota           | 35     |
| 5      | Renault          | 31     |
| Fonte: |                  |        |

- Nota: Somente as primeiras cinco posições estão listadas.